# سیارک ۷۸۳۹۱
سیارک ۷۸۳۹۱ (به انگلیسی: 78391 Michaeljager، نامگذاری:2002PT163) هفتاد و هشت هزار و سیصد و نود و یکمین سیارک کشف شده‌است که در ۸ اوت ۲۰۰۲ کشف شد.